# Paržanj
Paržanj – chorwacka wysepka znajdująca się 9,3 km zachód od miasta Hvar i 600 m na zachód od zachodniego krańca wyspy Sveti Klement. Jej powierzchnia wynosi 3,95 ha; długość linii brzegowej 804 m, długość 320 m, a szerokość do 140 m. Wyspa należy do archipelagu Paklińskiego.